# 프랭크 오션
크리스토퍼 에드윈 브로(Christopher Edwin Breaux, 1987년 10월 28일 ~ )는 프랭크 오션(Frank Ocean)으로 활동하는 미국의 가수, 송라이터, 래퍼이다. 데뷔 앨범은 Channel Orange(2012)이며, 수록곡으로 "Thinkin Bout You", "Pyramids" 등이 있다. 2013년 제55회 그래미상에서 올해의 앨범상을 비롯하여 6개 부문에 후보로 지명되고 최우수 어번 팝 앨범상을 수상하는 쾌거를 이루기도 했다.

## 음반 목록

### 정규 앨범
- Channel Orange (2012)
- Blonde (2016)

### 믹스테이프
- Nostalgia, Ultra (2011)

### 비주얼 앨범
- Endless (2016)